# 科米薩羅夫卡 (佩列瓦利斯克區)
科米薩羅夫卡，乌克兰当局称霍卢比夫卡（烏克蘭語：Голубівка），法理上是烏克蘭東部盧甘斯克州阿尔切夫斯克区阿爾切夫斯克市鎮的鎮。該鎮始建於十九世紀，面積2.62平方公里，海拔高度294米，2011年人口1,785，人口密度每平方公里681.3人。
2024年9月19日，乌克兰最高拉达通过法案将此镇改名为“霍卢比夫卡”。